# Arrondissement de Schwandorf
L'arrondissement de Schwandorf est un arrondissement (Landkreis en allemand) de Bavière (Allemagne) situé dans le district (Regierungsbezirk en allemand) du Haut-Palatinat. Son chef lieu est Schwandorf.

## Villes, communes & communautés d'administration
(nombre d'habitants en 2006)
| Städte 1. Burglengenfeld (12 308) 2. Maxhütte-Haidhof (10 497) 3. Nabburg (6 072) 4. Neunburg vorm Wald (8 229) 5. Nittenau (8 508) 6. Oberviechtach (4 982) 7. Pfreimd (5 553) 8. Schönsee (2 721) 9. Schwandorf, Große Kreisstadt (30 284) 10. Teublitz (7 452) Märkte 1. Bruck in der Oberpfalz (4 443) 2. Neukirchen-Balbini (1 146) 3. Schwarzenfeld (6 252) 4. Schwarzhofen (1 493) 5. Wernberg-Köblitz (5 778) 6. Winklarn (1 446) | Gemeinden 1. Altendorf (951) 2. Bodenwöhr (4 031) 3. Dieterskirchen (1 059) 4. Fensterbach (2 479) 5. Gleiritsch (669) 6. Guteneck (881) 7. Niedermurach (1 305) 8. Schmidgaden (2 905) 9. Schwarzach bei Nabburg (1 553) 10. Stadlern (636) 11. Steinberg am See (1 813) 12. Stulln (1 691) 13. Teunz (1 997) 14. Thanstein (998) 15. Trausnitz (989) 16. Wackersdorf (5 036) 17. Weiding (595) Gemeindefreie Gebiete (41,02 km²) 1. Einsiedler und Walderbacher Forst (18,70 km²) 2. Östlicher Neubäuer Forst (15,71 km²) 3. Wolferlohe (6,61 km²) | Verwaltungsgemeinschaften 1. Nabburg (Ville de Nabburg et communes Altendorf et Guteneck) 2. Neunburg vorm Wald (Märkte Neukirchen-Balbini et Schwarzhofen et communes Dieterskirchen et Thanstein) 3. Oberviechtach (Markt Winklarn et communes Gleiritsch, Niedermurach et Teunz) 4. Pfreimd (Ville de Pfreimd et commune Trausnitz) 5. Schönsee (Ville de Schönsee et communes Stadlern et Weiding) 6. Schwarzenfeld (Markt Schwarzenfeld et communes Schwarzach b.Nabburg et Stulln) 7. Wackersdorf (Communes Steinberg et Wackersdorf) |